# 子商
在抽象代數及範疇論中，子商（英語：Subquotient）是很常用的概念。這是子結構（例如子群、子模、子表示）與商結構（例如商群、商模、商表示）的推廣。
固定一個範疇 {\displaystyle {\mathcal {C}}}。若 {\displaystyle {\mathcal {C}}} 中的對象 {\displaystyle X} 能表成某對象 {\displaystyle Y} 的子對象之商，則稱 {\displaystyle X} 為 {\displaystyle Y} 的子商。在群與阿貝爾範疇的框架下皆可定義子商。在群論中，有時也將子商稱為截面。